# Réserve d'État des pins de Torrey
La réserve d'État des pins de Torrey (en anglais : Torrey Pines State Reserve) est une réserve naturelle située aux États-Unis dans l'État de Californie, à La Jolla, au nord de San Diego. Sur 810 hectares, c'est l'une des rares parcelles de la côte de la Californie du Sud qui ait conservé son côté sauvage. Elle jouxte la plage d'État des pins de Torrey et est notable pour la présence de rares pins de Torrey, espèce endémique de la flore de Californie. On y trouve également nombre de cactus, comme Mammillaria dioica et le chaparral côtier, le maquis californien. Créée en 1959, la réserve a été désignée Monument naturel national en 1977.

## Description
La réserve se compose d’un plateau avec des falaises qui surplombent la plage d’État de Torrey Pines et d’un lagon vital pour les oiseaux de mer migrateurs. Parmi les espèces d’animaux habitant la réserve, on trouve notamment le lynx roux, le renard, la mouffette, le raton laveur, le coyote, le lapin. Lors de la migration des baleines, il est parfois possible d’apercevoir plusieurs espèces de baleines depuis les falaises, dont la baleine à bosse et la baleine grise. Les 13 km de sentiers du parc offrent une attraction pour les randonneurs et les amateurs de plage et un petit musée se trouve au sommet de la colline. Depuis les falaises ou de nombreux endroits le long de la plage, il est possible de voir La Jolla au sud et Del Mar au nord. À l’extrémité sud de la plage se trouve un gros rocher qui se projette dans l’océan, appelé Flat Rock.

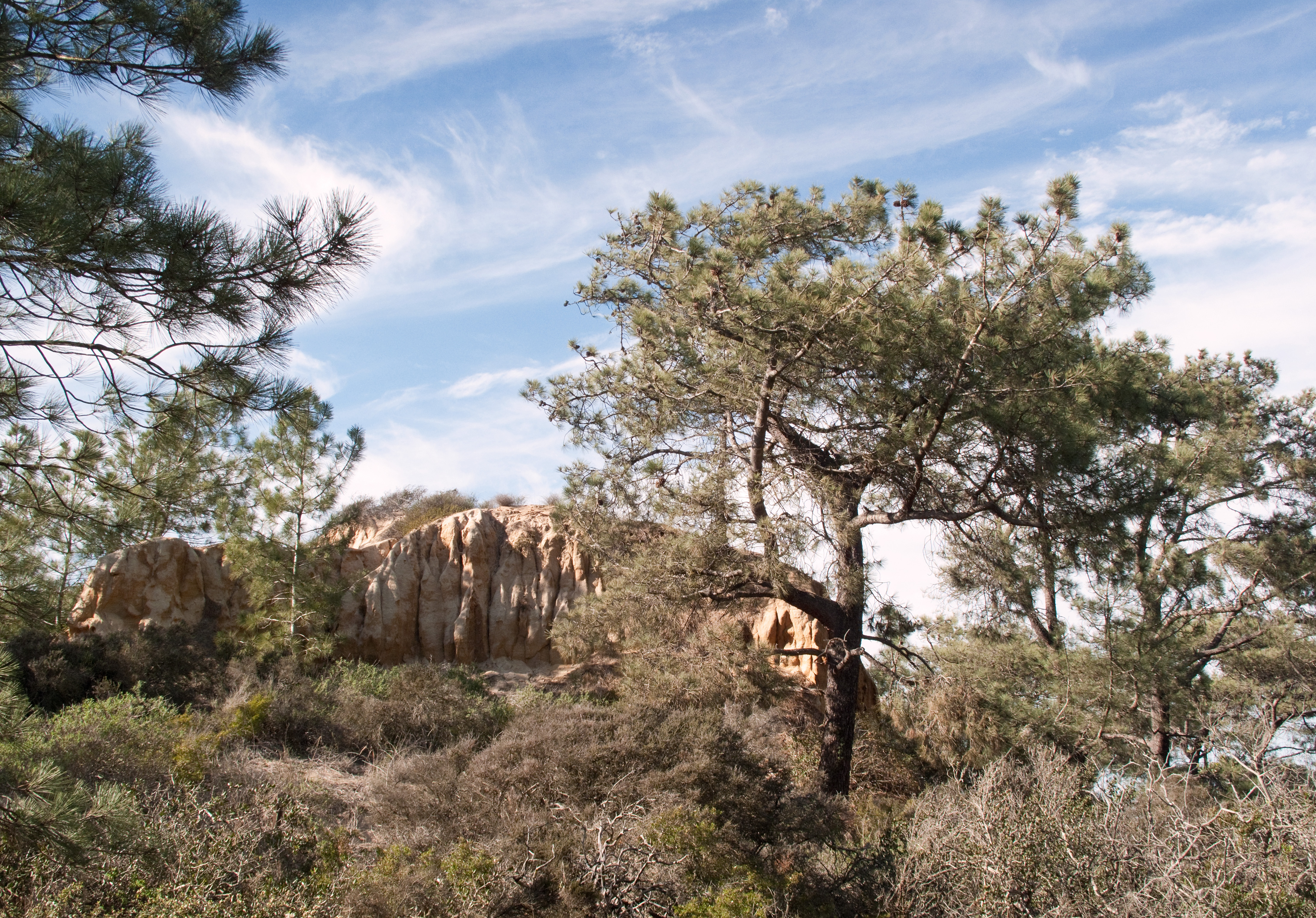
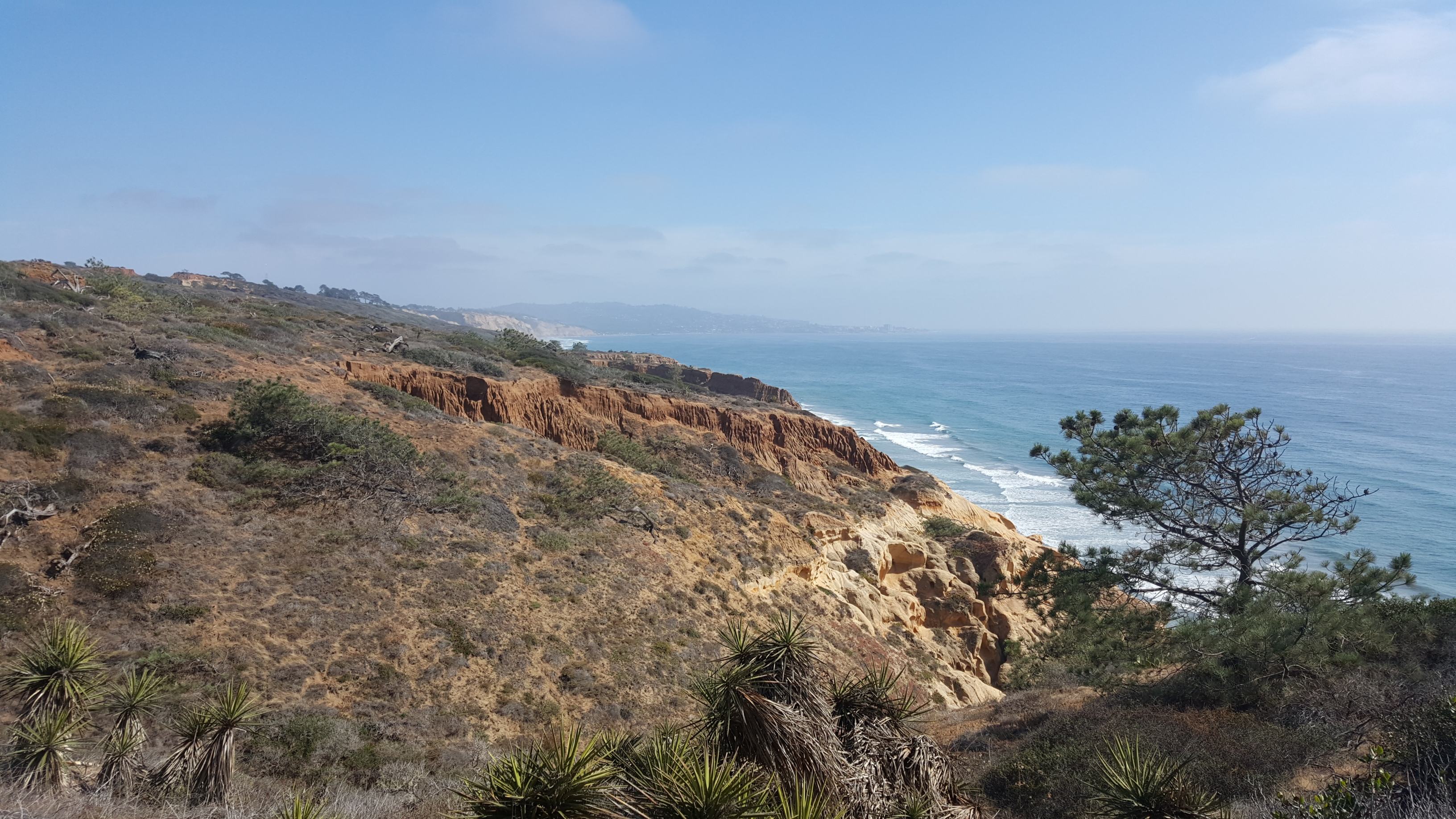
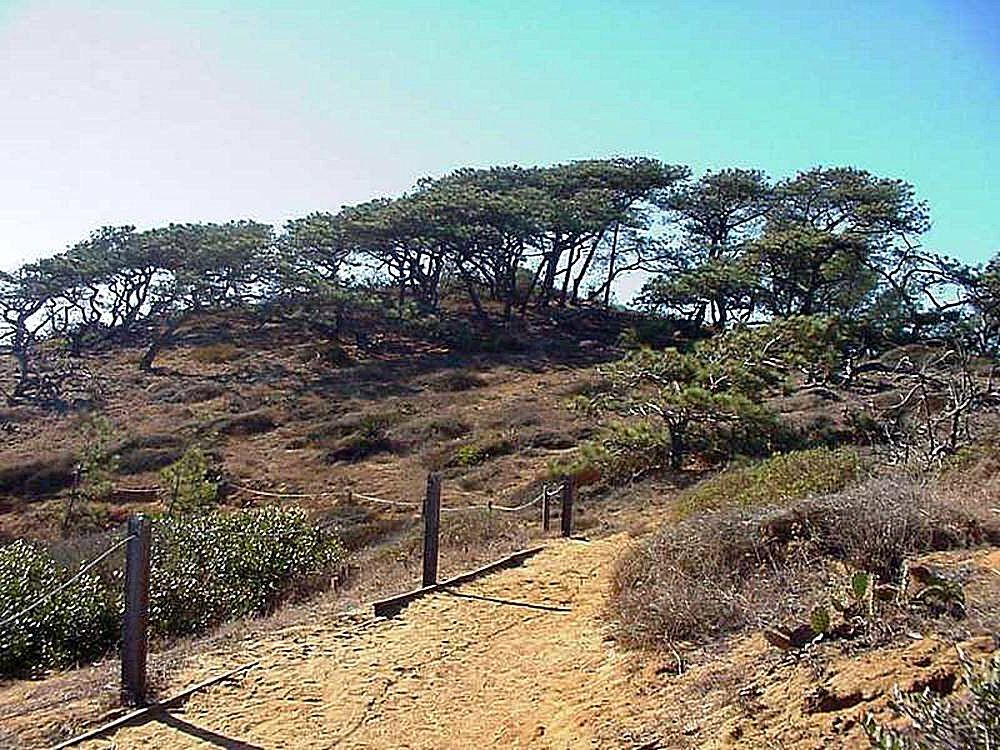
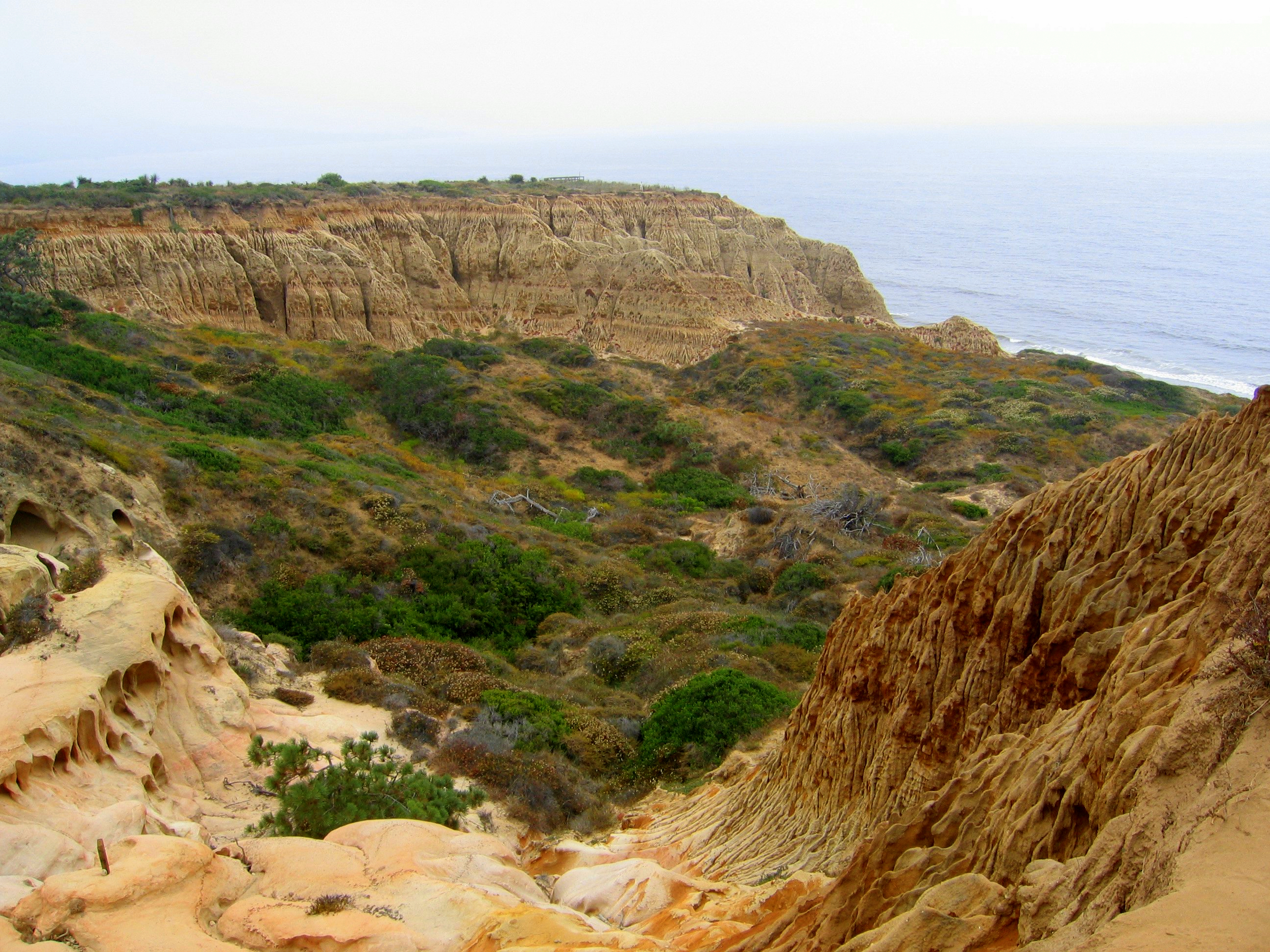
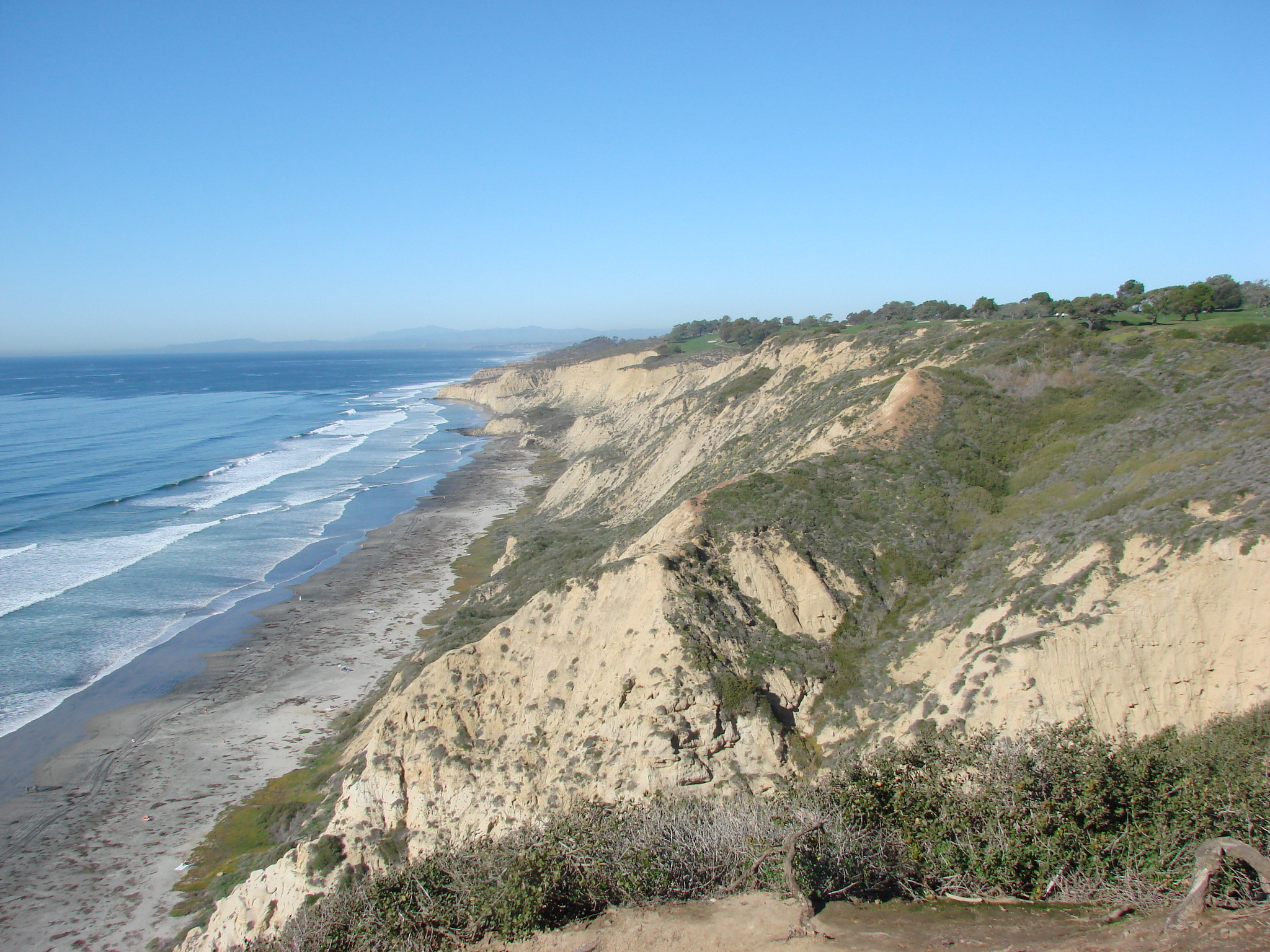
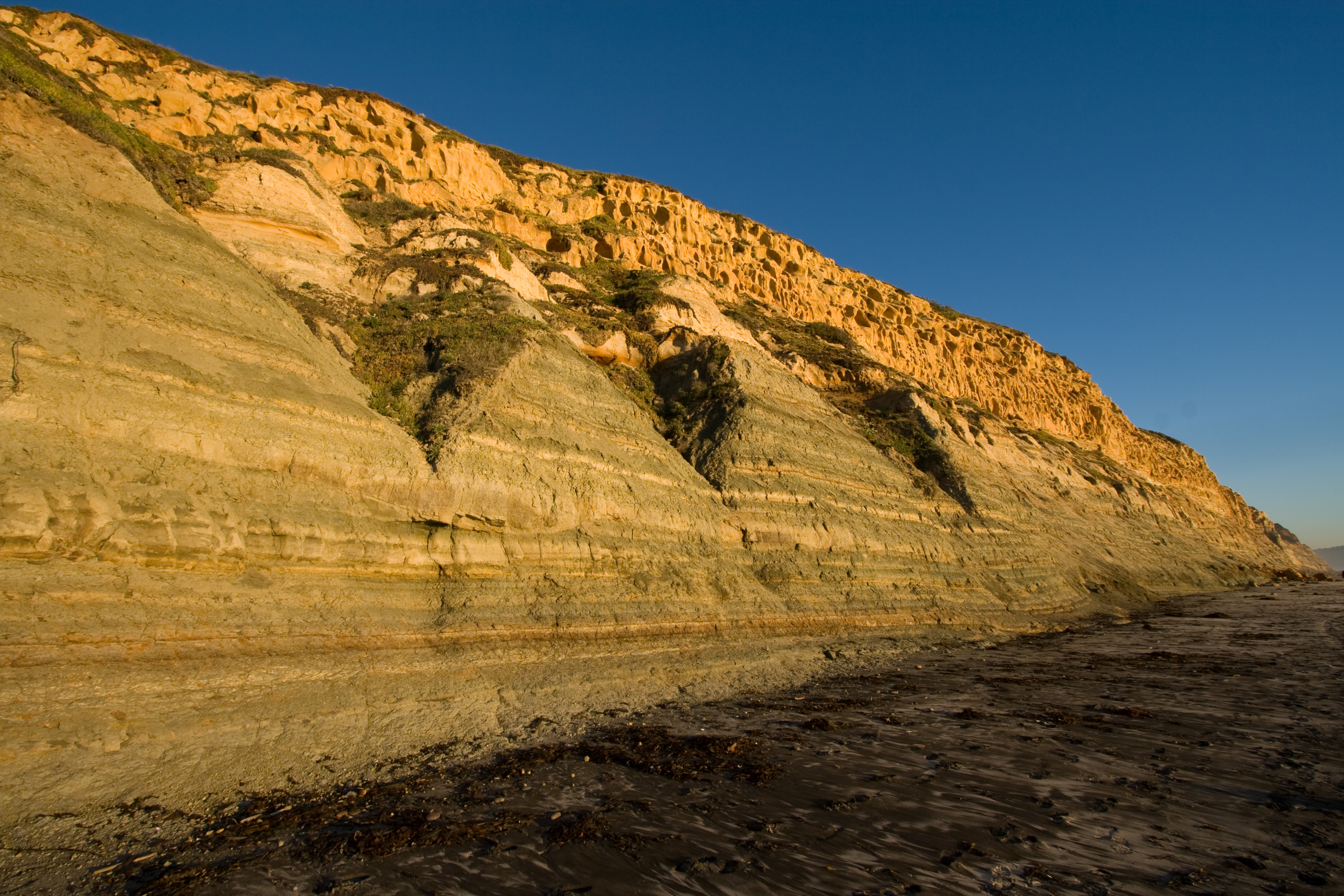